# Lamponina isa
Lamponina isa är en spindelart som beskrevs av Norman I. Platnick 2000. Lamponina isa ingår i släktet Lamponina och familjen Lamponidae. Inga underarter finns listade i Catalogue of Life.